# Bogdan Jastrzębski
Bogdan Jastrzębski (ur. 1924, zm. 25 grudnia 2019) – polski ogrodnik i samorządowiec. Sprawiedliwy wśród Narodów Świata.

## Życiorys
Pochodził z rodziny częstochowskich ogrodników. W czasie II wojny światowej uratował przed wywózką do obozu zagłady koleżankę Krystynę Geisler, którą uratował z grupy konwojowanych z getta do pracy w fabryce zbrojeniowej, i ukrywał ją do ucieczki Niemców. U jego rodziny ukrywał się także ojciec dziewczyny, sędzia Arnold Geisler. W czasie okupacji Jastrzębski został żołnierzem NSZ. W 1951 r. Jastrzębski i Krystyna Geisler wzięli ślub. Za ukrywanie Żydówki w czasie niemieckiej okupacji został odznaczony medalem Sprawiedliwy wśród Narodów Świata. W 1945 r. został studentem Wyższej Szkoły Administracyjno-Handlowej w Częstochowie. Po studiach współorganizował stowarzyszenie Bratniej Pomocy i AZS. Po 1989 r. pracował przy odtworzeniu samorządu miasta Częstochowy. Odznaczony Krzyżem Kawalerskim Orderu Odrodzenia Polski.